# Anne Émond
Pour les articles homonymes, voir Émond.
Anne Émond, née en 1982 à Saint-Roch-des-Aulnaies, est une réalisatrice et scénariste québécoise.

## Biographie
Née en 1982, Anne Émond vit et travaille à Montréal depuis 2001. En 2005, elle complète son baccalauréat en communication, profil cinéma à l'Université du Québec à Montréal (UQAM).

## Filmographie
- 2000 : Portes tourmentes (court métrage)
- 2005 : Qualité de l'air (court métrage)
- 2006 : Juillet (court métrage)
- 2008 : Frédérique au centre (court métrage)
- 2009 : Le Temps pour la rêverie (court métrage)
- 2009 : L'Ordre des choses (court métrage)
- 2009 : Naissances (court métrage)[1]
- 2009 : La Vie commence (court métrage, direction artistique)[2]
- 2010 : Sophie Lavoie (court métrage)
- 2011 : Plus rien ne vouloir (court métrage)
- 2011 : Nuit #1
- 2015 : Les Êtres chers
- 2016 : Nelly
- 2019 : Jeune Juliette
- 2024 : Lucy Grizzli Sophie
- 2025 : Amour apocalypse[3]

## Distinctions
Ses films Les Êtres chers et Nelly figurent dans les listes « Canada's Top Ten », les dix meilleurs longs-métrages canadiens de 2015 et de 2016, sélectionnés par un jury coordonné par le Festival international du film de Toronto,. Son sixième long métrage Amour apocalypse sera présenté en première mondiale à la Quizaine des cinéastes lors du Festival de Cannes 2025et obtient le Grand Prix du Festival du Film romantique de Cabourg.